# Sørholmen
Ne doit pas être confondu avec Sørholmen (Stord).
Sørholmen est une île dans le landskap Sunnhordland du comté de Vestland. Elle appartient administrativement à Lindås.

## Géographie
Rocheuse et couverte d'arbres, à fleur d'eau, elle s'étend sur environ 236 m de longueur pour une largeur approximative maximale de 125 m. Elle compte deux habitations et un quai d'amarrage. 